# Baila Comigo (telenovela)
Baila Comigo é uma telenovela brasileira produzida e exibida pela TV Globo de 16 de março a 26 de setembro de 1981, em 165 capítulos. Substituiu Coração Alado e foi substituída por Brilhante, sendo a 26ª "novela das oito" exibida pela emissora.
Escrita por Manoel Carlos, contou com a direção de Roberto Talma (também diretor geral) e Paulo Ubiratan.
Contou com as atuações de Tony Ramos, Lílian Lemmertz, Raul Cortez, Susana Vieira, Betty Faria, Natália do Valle, Lídia Brondi e Fernando Torres.

## Sinopse
No passado, Helena, uma adolescente de origem humilde, amou Quim, de quem engravidou. Porém, ele era casado com Marta, herdeira de uma grande fortuna, e, ambicioso, não aceitou separar-se para voltar a ficar pobre. Helena deu à luz gêmeos e Quim fez um trato com ela. Enquanto Helena ficou com um menino e recebeu uma quantia em dinheiro para começar a vida, o outro bebê seguiu com Quim para Portugal, onde o empresário foi viver com a esposa.
João Victor foi criado por Quim e Marta. Ela nunca desconfiou que o garoto adotado por eles era na verdade filho biológico de Quim com outra mulher. Um tempo depois, Quim e Marta tiveram uma filha, Débora. Enquanto isso, Helena foi amparada por Plínio, um médico bem mais velho que a amava. Ele aceitou assumir o filho de Quim, Quinzinho, e o criou como se fosse seu. O casal também teve uma filha, Lia.
Crescidos separados, Quinzinho e João Victor nunca se conheceram e sempre acreditaram serem filhos legítimos dos respectivos casais que os criaram. João Victor, moço sério, tímido e responsável, dedicou-se aos negócios da família. Quinzinho, rapaz expansivo, de temperamento oposto ao do irmão, é bancário e leva uma vida simples ao lado da mãe Helena, mulher sofrida e batalhadora, e do suposto pai, Plínio, agora médico aposentado.
Quim ainda esconde um segredo do casal Helena e Plínio. O velho médico foi funcionário de confiança do pai de Marta, um homem muito rico que lhe deixou bens antes de morrer. Contudo, Quim, responsável por repassar a parte da herança que cabia a Plínio, se apossou dela. Ao partir para Portugal, Quim instituiu seu procurador Caio, advogado e sócio em uma empresa de táxi aéreo. Porém, Caio enriqueceu ilicitamente com a fortuna de Quim e passou seus bens para o nome de sua então mulher, a atriz Silvia Toledo.
O trunfo de Caio contra Quim é o documento do pai de Marta, em seu poder, que comprova que Quim roubou Plínio. Hoje, o advogado vive bem, sua filha, Lúcia, formou-se médica e ele é dono de uma das melhores academias de dança e ginástica do Rio de Janeiro. Também Silvia, que, apesar de separada de Caio, ainda está ligada a ele: largou a carreira de atriz em troca de uma polpuda mesada. Caio não sabe da existência dos gêmeos, porém fica encafifado quando Lúcia lhe apresenta seu novo namorado, Quinzinho: de onde o conhece?
A saúde de Quim obriga a sua família a retornar ao Brasil e faz com que o empresário se interesse pelo paradeiro de seu outro filho – para o desespero de Helena, que se sente culpada por ter abandonado João Victor e por nunca ter revelado a Quinzinho a identidade do seu verdadeiro pai biológico e que ele tinha um irmão gêmeo. Enquanto mentiras impossibilitam a aproximação de João Victor e Quinzinho, algumas confusões ocorrem devido à semelhança entre os dois.

## Elenco
| Interprete          | Personagem                         |
| ------------------- | ---------------------------------- |
| Tony Ramos          | Joaquim Seixas Miranda (Quinzinho) |
| Tony Ramos          | João Victor Gama                   |
| Lilian Lemmertz     | Helena Seixas Miranda              |
| Raul Cortez         | Joaquim Gama (Quim)                |
| Fernando Torres     | Plínio Miranda                     |
| Tereza Rachel       | Marta Tereza Frey Gama             |
| Natália do Valle    | Lúcia Toledo Fernandes Miranda     |
| Carlos Zara         | Caio Fernandes                     |
| Fernanda Montenegro | Sílvia Toledo                      |
| Susana Vieira       | Paula Vargas Leme                  |
| Cláudio Cavalcanti  | Guilherme Fonseca                  |
| Lídia Brondi        | Semíramis Maia (Mira)              |
| Betty Faria         | Joana Lobato                       |
| Lauro Corona        | Carlos Eduardo Maia (Caê)          |
| Beth Goulart        | Débora Frey Gama                   |
| Reginaldo Faria     | Dr. Saulo Martins                  |
| Christiane Torloni  | Lia Seixas Miranda                 |
| Arlete Salles       | Dolores Moreira                    |
| Gilberto Martinho   | Antenor Gomide                     |
| Otávio Augusto      | Mauro Vargas Leme                  |
| Beatriz Lyra        | Letícia Maia Rodrigues             |
| Milton Gonçalves    | Otto Rodrigues                     |
| Miriam Pires        | Cândida Martins                    |
| Suely Franco        | Rosa França                        |
| Jonas Mello         | Álvaro França                      |
| Lady Francisco      | Ondina de Moraes                   |
| Maria Alves         | Conceição                          |
| Carlos Gregório     | Sandro Moreira                     |
| Fernanda Torres     | Fauna França                       |
| Narjara Turetta     | Flora França                       |
| Fábio Pillar        | Marcelo Vargas Leme                |
| Jorge Botelho       | Gerson Martins                     |
| Maria Helena Pader  | Zuleide Gomes                      |
| Leina Krespi        | Carmela Coelho                     |
| Paulo Figueiredo    | Rogério Coelho                     |
| Tony Ferreira       | Edmundo                            |
| Alcione Mazzeo      | Laura (Laurinha)                   |
| Teresinha Sodré     | Corina                             |
| Monique Curi        | Cristina Gomide (Cris)             |
| Carlos Kroeber      | Gerente de banco                   |

### Participações especiais
- Mário Lago - Amigo de Plínio
- Carmem Silva - Andreza Martins
- Denise Dumont - Xuxa
- Francisco Milani - Primo de Caio
- Cláudia Costa - Ivete (Leiloca)
- Joana Fomm - Garota de programa
- Rosamaria Murtinho - Alice
- Yaçanã Martins - Dançarina
- Wagner Carvalho - Dançarino
- Marga Abi-Ramia - Margarida (Margô)
- Marcos Alvisi - Oscar
- Gonzaga Blota - Nino Fagundes
- Ana Maria Martins – Sandra
- Ana Maria Sagres – Mercedes
- Solon de Almeida - André Luiz
- Suzana Queiroz – Isabel
- Waldyr Sant'anna - Jandir
- Paulo Bacelar - Felipe
- Eliana Araújo - Empregada doméstica de Caio
- Glória Alves - Amiga de Zuleide
- Manoel Elizário – Geraldo (mordomo de Caio)
- Maurício Nabuco - Jardineiro de Caio
- Mônica Schimidt – Enfermeira do consultório de Lúcia
- Orion Ximenes - Mendigo
- Oswaldo Campozana - Assessor de Mauro- menino no parque
- Marcelo Faria
- Mario Polimeno - chefe de Caê no Banco Nacional

## Exibição
Nunca reprisada na TV aberta, foi exibida na íntegra pelo Viva, de 20 de agosto de 2018 a 27 de fevereiro de 2019 substituindo Sinhá Moça e sendo substituída por Terra Nostra, às 14h30, com reprise à 00h45. Quatro anos após a sua reprise, a novela ganhou uma reexibição pelo Viva 80 (versão fast do canal por assinatura), estreando em 27 de novembro de 2023 e terminando 12 de julho de 2024 sendo uma das primeiras tramas a inaugurar o novo canal.

### Outras mídias
Em 28 de agosto de 2023, foi disponibilizada na íntegra pelo Globoplay, como parte do Projeto Resgate.

## Música

### Nacional
Capa: Betty Faria
1. "O Lado Quente do Ser" - Maria Bethânia (tema de Lúcia)
2. "Deixa Chover" - Guilherme Arantes (tema de Joana)
3. "Lua e Estrela" - Caetano Veloso (tema de Mira)
4. "Corações a Mil" - Marina (tema de Caê)
5. "Loucura" - Cauby Peixoto (tema de Mauro e Paula)
6. "Pano de Fundo" - Fafá de Belém (tema de Sílvia)
7. "Baila Comigo" - Robson & Lincoln (tema de abertura)
8. "Viajante" - Ney Matogrosso (tema dos gêmeos)
9. "Vida" - Beth Goulart (tema de Helena)
10. "Bicho no Cio" - Marcos Valle (tema de Dolores)
11. "Rio Sinal Verde" - Júnior Mendes (tema de Quinzinho e tema de locação)
12. "Vira Virou" - Kleiton & Kledir (tema de João Victor)
13. "Rapte-me Camaleoa" - Naïla Skorpio (tema de Zu)

### Internacional
Capa: Natália do Vale e Reginaldo Faria
1. "Without Your Love" - Roger Daltrey (tema de Joana)
2. "9 to 5" - Dolly Parton
3. "Living Inside Myself" - Gino Vannelli (tema de Débora e Caê)
4. "Crying" - Don McLean (tema de Helena)
5. "Explosion" - I. C. Bell
6. "Angel of Mine" - Frank Duval
7. "As Time Goes By" - George Reagan Orchestra (tema de Sílvia e Quim)
8. "Reality" - Richard Sanderson (tema de Mira e João Victor)
9. "Santa Maria" - Newton Family
10. "Time" - The Alan Parsons Project (tema de Mira e tema de Lúcia e Quinzinho)
11. "Let's Hang On" - Salazar
12. "Come Back to Me" - Leslie, Kelly & John Ford Coley (tema de Lia e Saulo)
13. "What's In a Kiss" - Gilbert O’Sullivan
14. "Losing Sleep Over You" - Patrick Hernandez

## Exibição internacional
A telenovela foi transmitida na Argentina, Chile, Paraguai, Uruguai, Equador, Estados Unidos e, em outros países,  pela Globo Internacional e em Portugal pela RTP. Na Itália, foi transmitido entre 16 de setembro de 1985 a 5 de abril de 1986 pela Rete 4. Foi a primeira telenovela brasileira a ser transmitida na França, compactada em 55 episódios, entre 15 de outubro a 31 de dezembro de 1984, pelo TF1, sob o título de Danse avec moi.